# گاردزمن (فیلم ۱۹۲۵)
«گاردزمن» (انگلیسی: The Guardsman (1925 film)) فیلمی در ژانر کمدی به کارگردانی روبرت وینه است که در سال ۱۹۲۵ منتشر شد. از بازیگران آن می‌توان به ماریا کوردا و آلفرد ابل اشاره کرد.